# ČFK Kickers Praha
Český footballistický kroužek Kickers byl český fotbalový klub z Prahy. Klub byl založen roku 1893 pod názvem Český footballistický kroužek Akademického. Kádr týmu byl zcela tvořen studenty Akademického gymnázia v Praze. V roce 1896 klub vyhrál první neoficiální český fotbalový šampionát, který se konal pod názvem Národní zápasy mužstev kopaný míč cvičících. V roce 1897 byl klub zakázán a hráči přešli pod hlavičku Český Sculling CA.

## Získané trofeje
- Mistrovství Čech a Moravy ( 1x )
  - 1896 jaro

## Historické názvy
Zdroj: 
- 1893 – ČFK Akademického Praha (Český footballistický kroužek Akademického Praha)
- 1896 – ČFK Kickers Praha (Český footballistický kroužek Kickers Praha)